# Hugh Mitchell (Politiker)

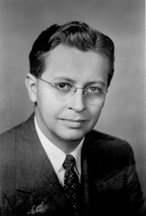
Hugh Mitchell (ca. 1945)

Hugh Burnton Mitchell (* 22. März 1907 in Great Falls, Montana; † 10. Juni 1996 in Seattle) war ein US-amerikanischer Politiker der Demokratischen Partei. Er vertrat den Bundesstaat Washington in beiden Kammern des US-Kongresses.
Nach dem Schulbesuch in seiner Heimat Montana graduierte Hugh Mitchell 1930 am Dartmouth College in Hanover. In der Folge arbeitete er zunächst als Zeitungsredakteur in Everett im Staat Washington. Dort gehörte er auch zum Bezirksvorstand der Demokratischen Partei. Ab 1933 war Mitchell als Assistent des Kongressabgeordneten Monrad Charles Wallgren tätig, der dann 1940 in den Senat wechselte. Als Wallgren am 10. Januar 1945 zurücktrat, um Gouverneur von Washington zu werden, wurde Mitchell zu dessen Nachfolger berufen. Die Nachwahl um diesen Senatssitz verlor er jedoch gegen den Republikaner Harry Pulliam Cain, woraufhin er sein Mandat am 25. Dezember 1946 niederlegte.
Zwei Jahre später bewarb sich Hugh Mitchell dann um einen Sitz im US-Repräsentantenhaus und war erfolgreich. Er gehörte der Kammer nach einer Wiederwahl vom 3. Januar 1949 bis zum 3. Januar 1953 an. Ein drittes Mal trat er nicht an; stattdessen kandidierte er für das Amt des Gouverneurs von Washington, unterlag jedoch dem Amtsinhaber Arthur B. Langlie. In der Folge schlugen 1954 und 1958 zwei Versuche, ins Repräsentantenhaus zurückzukehren, fehl. Damit war Mitchells politische Laufbahn beendet.